# 喜马拉雅垂头菊
喜马拉雅垂头菊（学名：Cremanthodium decaisnei）是菊科垂头菊属的植物。分布在尼泊尔、锡金、不丹以及中国大陆的云南、西藏、甘肃等地，生长于海拔3,500米至5,400米的地区，一般生于草地、高山草甸和高山流石滩，目前尚未由人工引种栽培。